# Bristowiella kartalensis
Bristowiella kartalensis is een spinnensoort in de taxonomische indeling van de wolfspinnen (Lycosidae).
Het dier behoort tot het geslacht Bristowiella. De wetenschappelijke naam van de soort werd voor het eerst geldig gepubliceerd in 1988 door Mark Alderweireldt.